# Грищенко Галина Сергіївна
Гали́на Сергі́ївна Гри́щенко (1928—1982) — українська радянська оперна і концертна співачка (сопрано) та педагогиня.

## Життєпис
Закінчила Одеську консерваторію ім. А. В. Нежданової по класу співу Н. М. Бартош-Седенко.
Працювала солісткою Донецького театру опери та балету і солісткою Білоруського Великого театру опери та балету.
Виступала з концертами.
1970—1982 — викладала вокал в Херсонському музичному училищі. Серед її учнів — народна артистка України Наталія Лелеко.

## Партії
- Куаме («Вулкан» Є. Юцевича, 1959, Донецьк)[4]
- Наталка («Русалка» О. Даргомижського)
- Марія («Мазепа» П. Чайковського)
- Ліза («Винова краля» П. Чайковського)
- Амалія («Бал-маскарад» Дж. Верді)
- Тоска («Тоска» Дж. Пучіні)
- Ярославна («Князь Ігор» О. Бородіна)
- Одарка («Запорожець за Дунаєм» С. Гулака-Артемовського)